# Dístomo-Aráchova-Antíkyra
Dístomo-Aráchova-Antíkyra (en grec : Δίστομο-Αράχοβα-Αντίκυρα) est un dème situé dans la périphérie de Grèce-Centrale en Grèce. Le dème actuel est issu de la fusion en 2011 entre les dèmes d'Antíkyra, d'Aráchova et de Dístomo.